# El Escribano
El Escribano es una ranchería del municipio de Paraíso ubicado en la subregión de la Chontalpa del estado mexicano de Tabasco.

## Geografía
La localidad se ubica a 1.8 kilómetros (en dirección suroeste) de la localidad de Paraíso, la cabecera y lugar más poblado del municipio. Se sitúa en las coordenadas geográficas 18°24′38″N 93°13′18″O / 18.410556, -93.221667, a una elevación de 7 metros sobre el nivel del mar.

## Demografía
Según el Conteo de Población y Vivienda 2020, efectuado por el Instituto Nacional de Estadística y Geografía, la localidad de El Escribano tiene 1,534 habitantes, de los cuales 779 son del sexo masculino y 755 del sexo femenino. Su tasa de fecundidad es de 2.44 hijos por mujer y tiene 389 viviendas particulares habitadas.
| Gráfica de evolución demográfica de El Escribano entre 1960 y 2020 |
|                                                                    |
| INEGI.                                                             |